# Zádielská planina
Zádielská planina je geomorfologický podcelek ve východní části Slovenského krasu (srovnej). Je tvořena světlými vápenci triasového věku, na kterých se vytvořil krasový reliéf s krasovými jámami, krasovými vrchy i hlubokými dolinami obklopujícími těleso krasové planiny uprostřed. Vyvinutost exokrasových forem nedosahuje stupně, který je znám z jiných planin Slovenského krasu. Pokrytí lesem je narušeno již po staletí, na řadě míst jsou původní biotopy přeměněny na louky a pastviny. Nachází se na ní vzácná xerotermní flóra a fauna. Dlouhou historii činnosti člověka na planině připomínají prehistorické stavby (např. 800 m dlouhý kamenný val latenského věku vybudovaný napříč planinou z V na Z), rovněž archeologické nálezy z doby železné i bronzové.

## Poloha
Je to nejmenší planina Slovenského krasu; rozprostírá se na ploše přibližně 17 km². Ze západu je od planiny Horný vrch ohraničena hlubokou Zádielskou tiesňavou protékanou potokem Blatnica, z jihu se dotýká Turnianské kotliny (geomorfologický podcelek Slovenského krasu) s říčkou Turňa, ze severu je tzv. Hačavským sedlem oddělená od Volovských vrchů, a z východu je ohraničena Hájskou tiesňavou s Hájským potokem (srovnej).

## Geomorfologie
Planina má poměrně kompaktní tvar, je výrazně ukloněná k jihu a jenom mírně zvlněná. Rozčleňují ji sporadické krasové jámy (závrty), jejichž dna jsou plochá, a svahy málo vyvinuté. Jejich počet nepřesahuje číslo padesát. Plošinu planiny protíná ve V-Z směru tzv. rožňavská linie (alt. rožňavský zlom), která pokračuje na východ přes Jasovskou planinu v podobě Kamenného mostu a Miglince, a na západ v podobě tzv. Baksově doliny v Borčanské brázdě (geomorfologická část podcelku Horný vrch; srovnej). Rožňavská linie predisponovala vznik a vývoj vzácné geomorfologické struktury – bogaz, která nese lokální název Vár-út (z maďarštiny: Hradní cesta). Protilehlé části bogazu (centrální a jižní části planiny) jsou výškově výrazně diferencovány. Planina má velmi prudké svahy na východě i na západě. Nejextrémnější partie se nacházejí v Zádielské, resp. Hájské tiesňavě. Nejvyšší bodem je Grečov vrch (kota 891 m n. m.). Všeobecně se planina dělí na severní, centrální a jižní část. Osobitými strukturami jsou Turniansky hradný vrch a navazující pahorek Gyũr.

## Speleologie
Po dlouhá léta byla planina speleologická terra incognita. Do roku 1983 bylo zde známých jen několik lokalit (hlavně Hačavská jeskyně, Zádielská jeskyně, Erňa, Královská jeskyně). Od roku 1983 je již zkoumána systematicky. K 12. 6. 2017 bylo na planině speleology lokalizováno a prozkoumáno 103 jeskyní s různou speleogenezí. Poslední objevenou jeskyní je Machová priepasť v Hradnej stráni (-6 m) z května 2017. Planinu v průběhu ostatních 34 let systematicky zkoumali tři slovenští speleologové ze Slovenské speleologické společnosti a Slovenského muzea ochrany přírody a jeskyňářství. Většina zdejších jeskyní je situována v stráních Zádielské tiesňavy, kde je bohatě vyvinut skalní reliéf. Převládají zde hlavně subtypy jeskyní korozního vývoje (např. korozně-kryogenní), ale také jeskyně rozsedlinového typu. Evidentní fluviokrasový vývoj překonala Hačavská jeskyně, která je v současnosti už jenom v reliktním postavení a její vývoj se odehrával v diametrálně odlišných geomorfologických podmínkách. Objevy v posledních letech byly jeskyňáři učiněny ve východním svahu Hájské tiesňavy (Travertínová vyvieračka; 80 m) a v jižním svahu planiny v roce 2016, kdy byla objevena menší, perspektivní korozní propast a relikt senilní, pravděpodobně fluviokrasové jeskyně; resp. v roce 2017 (viz výše). Významnější objevy v nedávné minulosti byly učiněny rovněž ve svazích planiny (2001 – 2002). Do historie průzkumu Zádielské planiny významně zasáhli také čeští speleologové – osobnost českého skautského hnutí a jeskynář Vladimír Stárka a geolog i speleolog František Skřivánek, kteří v závěru 50. let prozkoumali dvě zdejší jeskyně řadící se k nejvýznamnějším jeskyním Zádielské planiny (Erňa, Zádielská (Tajná) jeskyně), a také geologové Ivan Turnovec a Václav Cílek ml., kteří v různých obdobích zkoumali vývoj a výplně jeskyně Erňa. V současné době vzniká monografie o jeskyních Zádielské planiny od skupiny autorů.
Vybraný seznam nejvýznamnějších jeskyní Zádielské planiny zohledňující různá kritéria (délky a hloubky k 13. 6. 2016):
- Hačavská jeskyně (202 m); relikt predkvarterní fluviokrasové jeskyně, významné zimoviště netopýrů, speleoarcheologicky a speleohistoricky významná
- Erňa (96 m/-23 m); jeskyně předkvarterního věku, významné zimoviště netopýrů, archeologicky a historicky významná
- Zádielska (Tajná) jaskyňa (60 m/-8 m); rozsedlinově-korozní jeskyně s bohatou sintrovou výplní
- Kostrová jaskyňa (60 m/-8 m); korozní jeskyně (?); speleoarcheologicky významná lokalita (kulty z doby bronzové)
- Priepasť pod Hájskou vyhliadkou (38 m/-28 m); korozní jeskyně objevena v r. 2001
- Priepasť na kóte 601 (původně -1,5 m, později -34 m, v současné době -21 m); senilní korozní jeskyně s bohatou sintrovou výplní; 2. nejhlubší jeskyňářská sonda ve Slovenském krasu (-32,5 m)
- Marciho jaskyňa II (30 m/-7 m); rozsedlinově-korozní jeskyně se sintrovou výplní
- Sivá jaskyňa (30 m); fluviokrasová jeskyné
- Jaskyňa pod valom (23 m); korozní jeskyně
- Žihľavová jaskyňa (19 m); korozní jeskyně, speleohistoricky (II. svět. válka) a speleoarcheologicky významná lokalita

## Turistika
Turisty láká samostatný výběžek na jihovýchodě, kde je Národní přírodní rezervace Turniansky hradný vrch se zříceninou Turňanského hradu.
Velmi navštěvovaná je Zádielská tiesňava, ale také vodopády v Hájské tiesňavě. Malebné výhledy do Turnianské kotliny a na planiny Horného, resp. Dolného vrchu se naskytnou z tzv. Krkavčích skal v JZ části planiny. Na planinu se dá dostat po turistických značkách z Turni nad Bodvou, Háje a Hačavy.